# Fighter Magazine
Fighter Magazine är en nordisk kampsportstidning med utgåvor i Sverige, Danmark och Finland. Ursprunget är tidningen Fighter som grundades 1988 och som sedan 1998 givits ut under namnet Fighter Magazine. Papperstidningen lades ner 2013 för att sedan startas upp av nya ägare 2015-2016. Förutom onlinetidningen Fighter Magazine finns även plattformen FighterTV (startade 2019) och Fighterpodden (startade 2016).